# Mediterrania
Mediterrania es el nombre de un ballet del coreógrafo valenciano Nacho Duato.
Realizado a partir de música original de Jerónimo Maesso y aportaciones ya existentes de María del Mar Bonet, Peter Griggs, Lissa Gerrard, Brendan Perry, Juan A. Arteche y Javier Paxariño. Con escenografía de Nacho Duato, figurines de Luis Devota y Modesto Lomba y diseño de Luces de Nicolás Fischtel.
Fue estrenado por la Compañía Nacional de Danza en el Teatro Principal de Valencia, el 10 de julio de 1992. Con el patrocinio de Mediterránia, La Comunidad Valenciana, Generalitat Valenciana.
- Datos: Q6008919